# Łosoś Clarka
Łosoś Clarka (Oncorhynchus clarkii) – gatunek słodkowodnej ryby z rodziny łososiowatych (Salmonidae). Tworzy liczne podgatunki. Osiąga prawie 1 m długości.

## Występowanie
Występuje w chłodnych wodach zachodniej Ameryki Północnej.